# Табулга
Табулга — посёлок в Чистоозёрном районе Новосибирской области. Административный центр Табулгинского сельсовета.
Исправительная колония № 15 ГУФСИН России по Новосибирской области.
Железнодорожная станция на Кулундинской ветке Транссиба (Татарская — Карасук).

## География
Площадь посёлка — 154 гектара.

## Название
Учёный-лингвист Ида Воробьёва пишет, что название посёлка и одноимённого озера произошло от слова «табылгы», которое в переводе с тюркских языков значит «низкий степной кустарник». В газете «Гудок. Транссиб» упоминается и другая версия, по которой в переводе с одного из тюркских наречий название посёлка переводится как «находка».

## Население
| 1996 | 2002  | 2007  | 2010  |
| ---- | ----- | ----- | ----- |
| 1200 | ↗2464 | ↘1194 | ↗2570 |

## Инфраструктура
В посёлке по данным на 2007 год функционируют 1 учреждение здравоохранения и 3 учреждения образования.